# Ahmed Chibane
Ahmed Chibane, né le 3 mars 1917 à Alger et mort à une date inconnue, est un coureur cycliste algérien, de nationalité française jusqu'en 1962. Professionnel de 1946 à 1954, il est l'un des pionniers du cyclisme algérien en Europe.

## Biographie
Amateur, il se distingue notamment durant le Tour du Maroc 1937 en réalisant trois podiums d'étape. En 1947, il est sélectionné pour participer au premier Tour de France d'après guerre, au sein de l'équipe régionale du Sud-Est. Seul nord-africain présent au départ, il obtient son meilleur classement lors de la troisième étape, disputée sur un parcours difficile entre Bruxelles et Luxembourg, en prenant la 27e place. Cependant, il souffre ensuite du pied gauche à la suite d'une chute et termine bon dernier à Besançon deux jours plus tard, à 40 minutes du premier. Malgré la journée de repos du lendemain, il sera contraint à l'abandon.
On le retrouve performant sur le Tour du Maroc 1950, où il se classe deuxième de la première étape, derrière le futur vainqueur de l'épreuve Olimpio Bizzi, puis quatrième le lendemain. Après sa carrière professionnelle, il est devenu entraîneur de jeunes espoirs cyclistes en Algérie,, au moins jusque dans les années 80.

## Palmarès
- 1946
  - Grand Prix de l'OMSE
  - Grand Prix de Bab El Oued
- 1947
  - 2e du championnat d'Algérie
- 1948
  - 4e étape du Grand Prix de Bône
  - 2e du Grand Prix de Bône

## Résultats sur le Tour de France
1 participation
- 1947 : abandon (6e étape)